# Lista de vereadores de Euclides da Cunha da 17.ª legislatura
Esta é a lista de vereadores de Euclides da Cunha para a legislatura 2013–2016.

## Vereadores
Estes são os vereadores eleitos nas eleições de 7 de outubro de 2012. Das quinze vagas em disputa, o placar foi de nove para o PSD, três para o PT, um para o PR, um para o PDT e um para o PCdoB.
|    | Nome                                                                              | Partido                               | Votos | %    | Observações                                                          |
| -- | --------------------------------------------------------------------------------- | ------------------------------------- | ----- | ---- | -------------------------------------------------------------------- |
| 1  | Ireno Barreto Miranda (2013-2016) (Euclides da Cunha, 05.05.1965–)                | Partido Social Democrático (PSD)      | 1.792 | 5,84 | Filiou-se ao PROS e em seguida ao PDT                                |
| 2  | Alírio Pereira da Silva (Euclides da Cunha, 17.08.1961–14.02.2016)                | Partido Social Democrático (PSD)      | 1.787 | 5,83 | Renunciou para tratamento de sua saúde em 09.2014; Filiou-se ao PROS |
| 3  | Genildo Costa de Melo, Nenem de Diassis (Euclides da Cunha, 08.03.1975–)          | Partido da República (PR)             | 1.770 | 5,77 | Filiou-se ao PSD                                                     |
| 4  | Bolivar Francisco Alves (Euclides da Cunha, 05.02.1942–)                          | Partido Social Democrático (PSD)      | 1.719 | 5,61 | Filiou-se ao PROS e em seguida ao PDT                                |
| 5  | Romilda Lisboa Costa (Itiúba, 18.04.1945–)                                        | Partido Social Democrático (PSD)      | 1.509 | 4,92 |                                                                      |
| 6  | Valdemir Dias Carneiro (Euclides da Cunha, 11.08.1977–)                           | Partido Social Democrático (PSD)      | 1.438 | 4,69 |                                                                      |
| 7  | José Wilson Matos Vitor (Euclides da Cunha, 08.03.1960–)                          | Partido dos Trabalhadores (PT)        | 1.333 | 4,35 | Filiou-se ao PDT                                                     |
| 8  | Simone de Mattos Abreu (Euclides da Cunha, 04.05.1974–)                           | Partido Social Democrático (PSD)      | 1.307 | 4,26 |                                                                      |
| 9  | Professor Aroldo Rocha de Melo (Brejo do Cruz, 23.01.1953–)                       | Partido Social Democrático (PSD)      | 1.133 | 3,70 |                                                                      |
| 10 | João Batista Pires Reis, Tita da Embasa (Macururé, 13.02.1957–)                   | Partido dos Trabalhadores (PT)        | 1.109 | 3,62 | Filiou-se ao PDT                                                     |
| 11 | Jurandy Brito de Santana (Euclides da Cunha, 11.06.1967–)                         | Partido Social Democrático (PSD)      | 1.059 | 3,45 |                                                                      |
| 12 | Luiz Péricles Rodrigues de Abreu, Pequinho Abreu (Euclides da Cunha, 23.04.1967–) | Partido dos Trabalhadores (PT)        | 1.024 | 3,34 |                                                                      |
| 13 | Cláudio Pereira Lima (Euclides da Cunha, 09.11.1975–)                             | Partido Comunista do Brasil (PCdoB)   | 943   | 3,08 | Filiou-se ao PDT                                                     |
| 14 | Luiz Agres de Carvalho Filho, Luizinho de Lula (Euclides da Cunha, 01.06.1975–)   | Partido Social Democrático (PSD)      | 883   | 2,88 |                                                                      |
| 15 | José Humberto de Jesus, Mergulho (Euclides da Cunha, 19.04.1975–)                 | Partido Democrático Trabalhista (PDT) | 879   | 2,87 |                                                                      |
| –  | Julles Breno Santos da Silva, Breno de Atayde (Euclides da Cunha, 06.02.1979–)    | Partido Social Democrático (PSD)      | 860   | 2,80 | Na vaga de Alírio Pereira; Filiou-se ao PDT                          |

## Legenda
| Cor  | Significado          |
| Bege | Presidente da Câmara |
| Azul | Suplente             |

## Composição das bancadas
| Partido | Líder            | Bancada | Posição  |
| ------- | ---------------- | ------- | -------- |
| PSD     | Valdemir Dias    | 9 / 15  | Governo  |
| PT      | Pequinho Abreu   | 3 / 15  | Oposição |
| PR      | Nenem de Diassis | 1 / 15  | Governo  |
| PDT     | Mergulho         | 1 / 15  | Oposição |
| PCdoB   | Cláudio Lima     | 1 / 15  | Oposição |

| Bloco    | Líder            | Bancada |
| -------- | ---------------- | ------- |
| Governo  | Nenem de Diassis | 10 / 15 |
| Oposição | Wilson Vítor     | 5 / 15  |

## Mesa Diretora
| Mesa Diretora (2013-2014) |                       |                        |         |                           |
| Nome                      | Início do mandato     | Fim do mandato         | Partido | Cargo                     |
| Ireno Barreto Miranda     | 1º de janeiro de 2013 | 31 de dezembro de 2014 | PSD     | Presidente da Câmara      |
| Jurandy Brito de Santana  | 1º de janeiro de 2013 | 31 de dezembro de 2014 | PSD     | Vice-presidente da Câmara |
| Genildo Costa de Melo     | 1º de janeiro de 2013 | 31 de dezembro de 2014 | PR      | 1º Secretário             |
| Simone de Mattos Abreu    | 1º de janeiro de 2013 | 31 de dezembro de 2014 | PSD     | 2º Secretário             |

| Mesa Diretora (2015-2016) |                       |                        |            |                           |
| Nome                      | Início do mandato     | Fim do mandato         | Partido    | Cargo                     |
| Ireno Barreto Miranda     | 1º de janeiro de 2015 | 31 de dezembro de 2016 | PROS / PDT | Presidente da Câmara      |
| Aroldo Rocha de Melo      | 1º de janeiro de 2015 | 31 de dezembro de 2016 | PSD        | Vice-presidente da Câmara |
| João Batista Pires Reis   | 1º de janeiro de 2015 | 31 de dezembro de 2016 | PT / PDT   | 1º Secretário             |
| Jurandy Brito de Santana  | 1º de janeiro de 2015 | 31 de dezembro de 2016 | PSD        | 2º Secretário             |